# Histiotus laephotis
El murciélago orejón de Thomas (Histiotus laephotis) es una especie de murciélago de la familia Vespertilionidae.

## Distribución geográfica
Se encuentra en Argentina, Bolivia, Chile y Perú.